# Cozyptila thaleri
Cozyptila thaleri – gatunek pająka z rodziny ukośnikowatych.
Gatunek ten opisany został w 2005 roku przez  Jurija Marusika i Mikolę Kowbljuka na podstawie okazów z okolic Jałty na Krymie. Epitet gatunkowy nadano na cześć Konrada Thalera, arachnologa z Austrii.
Karapaks zmierzony u 5 samców miał od 1,42 do 1,65 mm długości i od 1,38 do 1,6 mm szerokości, zaś u jednej z samic 1,62 mm długości i tyle samo szerokości. Ubarwienie karapaksu jest u samca brązowe, czasem z jasną plamą pośrodku, zaś u samicy jaśniejsze z szeroką, jasną przepaską środkową i żółtymi przepaskami wzdłuż boków. Szczękoczułki i sternum są brązowe. Odnóża samca mają uda, rzepki i golenie brązowe z białymi krawędziami odsiebno-grzbietowymi, zaś nadstopia i stopy jednolicie jasnobrązowe. Opistosoma (odwłok) jest szaro-żółta. 
Nogogłaszczki samca mają goleń z czterema apofizami: dłuższą niż szerszą apofizą wentralną oraz wtórnie podzieloną na trzy apofizą retrolateralną – jedna jej część jest hakowata i od spodu pomarszczona, druga nabrzmiała i skierowana na zewnątrz, a trzecia kilowata z ostrym czubkiem, położonym w pobliżu tutaculum. Bulbus odznacza się cienkim zgrubieniem tegularnym i cylindrycznym embolusem, osadzonym pośrodku tegulum. Samica ma masywną, pomarszczoną płytkę płciową z dużymi, tak szerokimi jak głębokimi dołkami.
Pająk ten występuje na Krymie, w Grecji i Turcji.